# スライダー (球種)
スライダー（英: Slider）とは、野球における球種の1つ。人差し指と中指でボールに回転を掛けることにより利き腕と反対方向、または下方に変化する。

## 概要

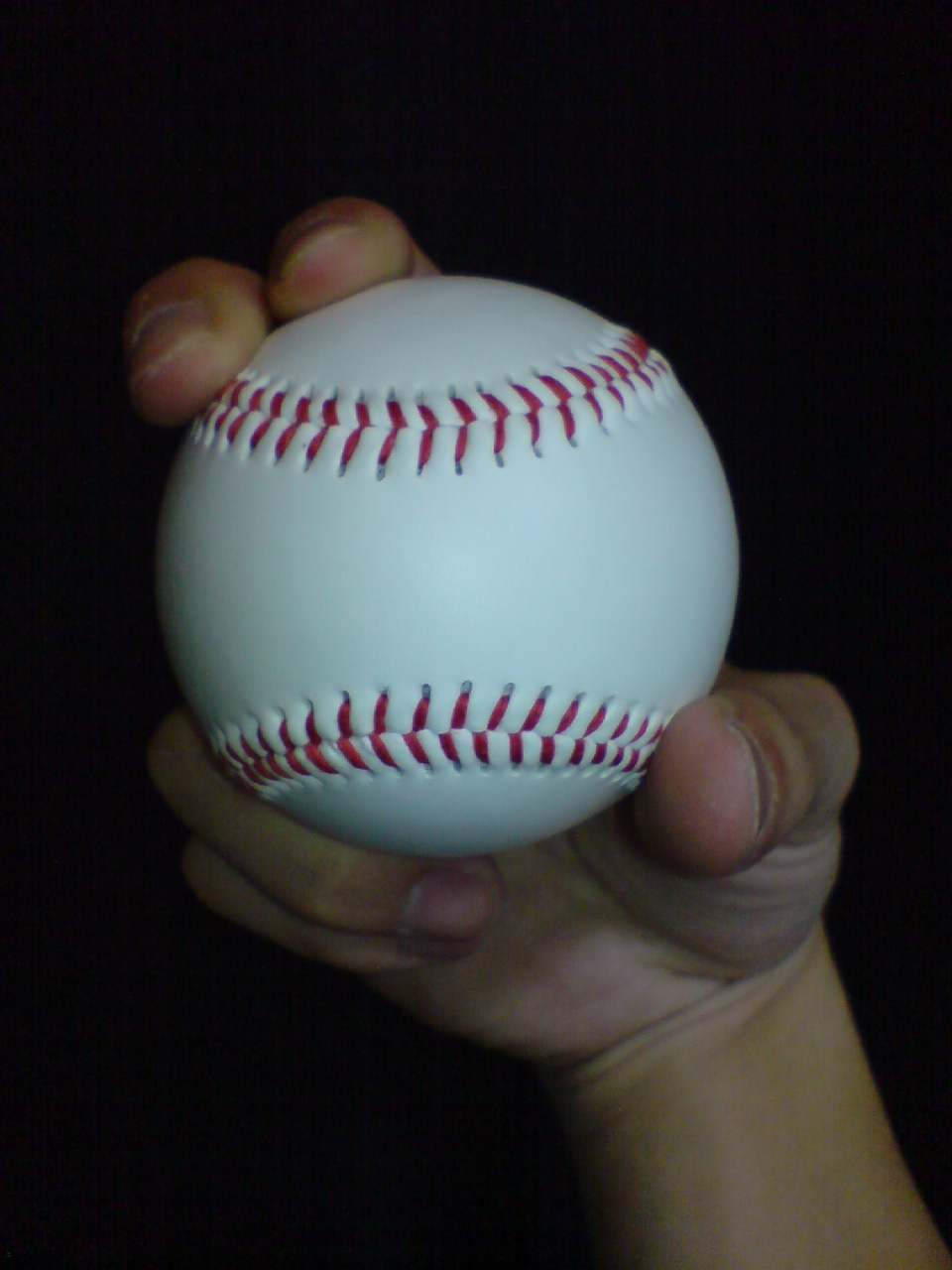
スライダーの握りの例

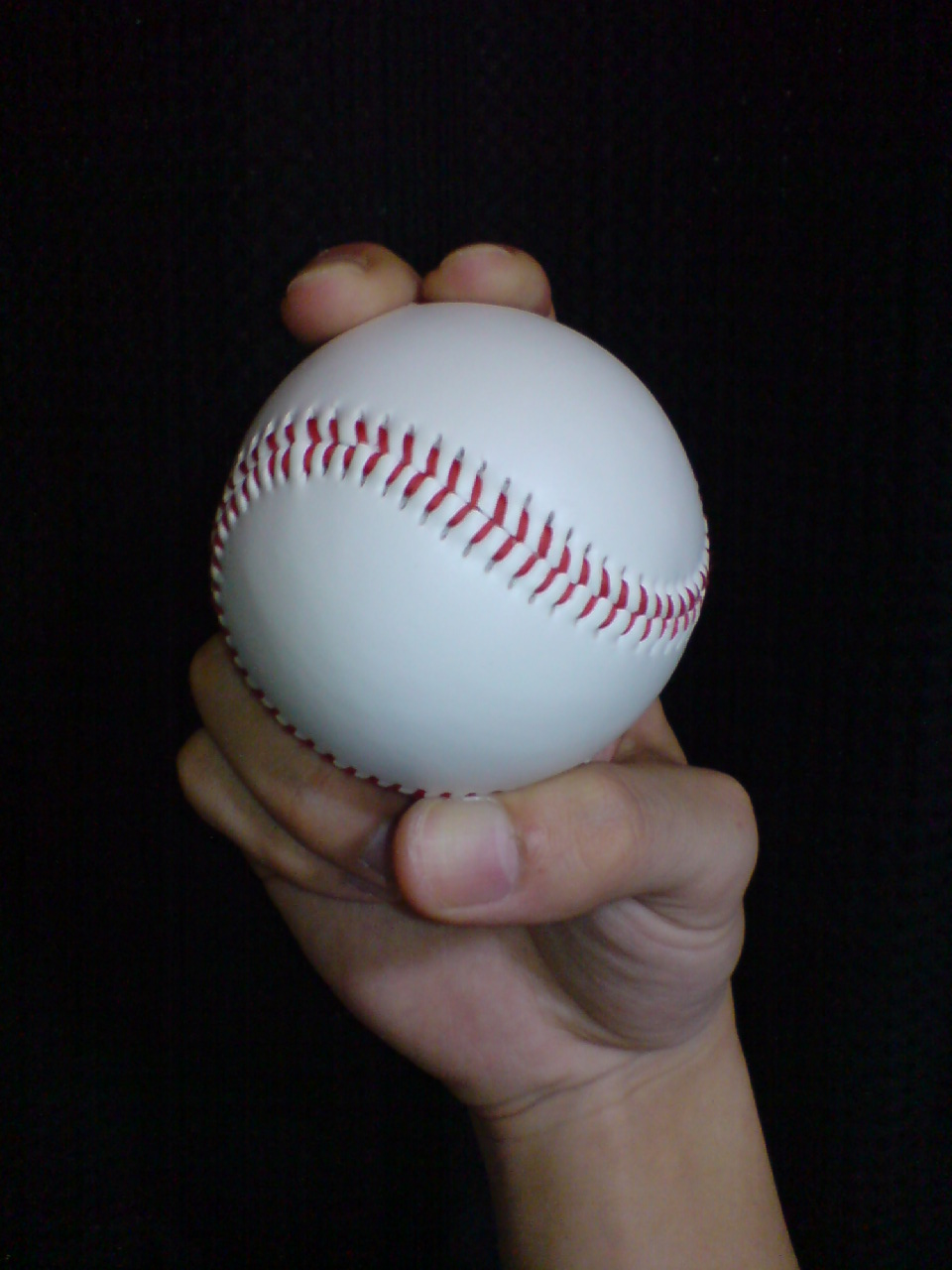
スライダーの握りの例

バックスピンとサイドスピン（利き腕と反対方向）の間の回転軸を持ち、投手の利き腕と反対方向へ滑るように曲がる物と、ジャイロ回転の成分を有して縦に落下する物の2種類がある。両者を区別するために前者を横スライダー、後者を縦スライダー、落ちるスライダー、またはヴァーティカル・スライダー (英: Vertical Slider) 、Vスライダーと呼ぶことがある。投法が近いことから両方を投げる投手も多い。
カーブやカットボールなど他の球種との区別が曖昧な場合もあり、落合英二は『落合英二ブルブルの輪』の中で「投げた人が『これはスライダー』と言ったらそれはスライダー扱いになっちゃう」と述べ、あまりにも握りや投法のバリエーションが豊富であるため一括りにすることは難しいとしている。落合は山井大介が投じる球速が遅いスライダーを例として挙げ、一般的にはカーブにあたるが山井本人が「これはスライダー」と主張してからはスライダー扱いになったという。同様に、内海哲也も一見するとカーブにも見える、ブレーキがかかった大きく曲がる持ち球を「スライダー」と呼んでいる。逆にクレイグ・キンブレルなど本人がカーブ系と呼ぶ球種がスライダーと呼ばれることもある。

### 横スライダー
横に変化するスライダーはバックスピンの成分が強ければ落下が少なく横滑りするスライダーに、サイドスピンの成分が強ければ沈みながら大きく横滑りするスライダーになる。速球と同じような投法と球筋から比較的速い球速で変化するため打者は速球と誤認しやすい。横の変化でボールからストライクへ、ストライクからボールへなどという使い方や小さい変化でバットの芯から外させたり、大きい変化で空振りを狙うなど様々な使い方をされる。

### 縦スライダー
スライダーの中でもジャイロ回転の成分を有して縦に落ちる物を指す。上向きの揚力を持たないため、フォークボールのように落下し、ジャイロ回転の効果で初速と終速の差が小さい。また、ジャイロ回転の成分が強い物は回転軸の傾きによっては若干左右へも変化したり、落差が変わったりもする。ボールを挟まない為、フォークボールに比べると失投率が低く、使い手が増えつつある。

## 投げ方

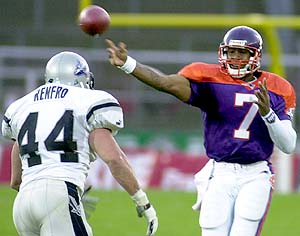
アメリカンフットボールのパス

スライダーの握り方、リリース方法には様々な種類が有る。稲尾和久は「ボールをリリースする瞬間に縫い目にかかった人差し指の先をピッと切る」ように、大野豊は「握った指をずらすのでなく、手首の向きを変えてボールを切る」ように、伊藤智仁は「ボールの縫い目に人差し指と中指をはわせ、チョップするように横回転を加える」方法で投げていた。ボブ・フェラーやダルビッシュ有はアメリカンフットボールのボール (en:Football (ball)) を投げるようにリリースすると解説している。
捻ったり抜くようにリリースするカーブと比べ、より速球に近いボールの握りと腕の振りで投げられる。
手首と握力が強ければ、握りを変えるだけでも投げられることから、変化球の中でも習得が容易なものとされる。また、実戦で使えるレベルのカーブを習得出来なかった投手でも、スライダーは習得出来ることがある。日本での元祖藤本英雄や、カミソリシュートで知られる平松政次がこのケースである。
2020年9月時点で計700件以上のトミー・ジョン手術を執刀した慶友整形外科病院スポーツ医学センター長の古島弘三医師と藪恵壹は、オンライン対談でスライダーは肘への負担が大きいと主張した。古島は自然にボールを投げる際に腕が回内するのに対してスライダーを投げる際に回外する点を、肘へのリスクがある理由として挙げている

### 外スラ
ストライクゾーンから外角ボールに逃げるスライダーや外角ボールから外角ストライクに入るスライダーを「外スラ」と呼び、鶴岡慎也は「球場が狭くなり、当てただけでスタンドに入るため外角のストレートを投げづらくなり、今(2022年時点)のパリーグは外スラが激増した」と話している。古田敦也は現役時代、痛打の危険性や外スラのコントロールの良いピッチャーがチームに少なかったことから現役時代はあまり投手に要求せず、谷繁元信は基本的に意表を突く場合に限って使っていたが投手が川上憲伸の場合は多用した。

## 歴史

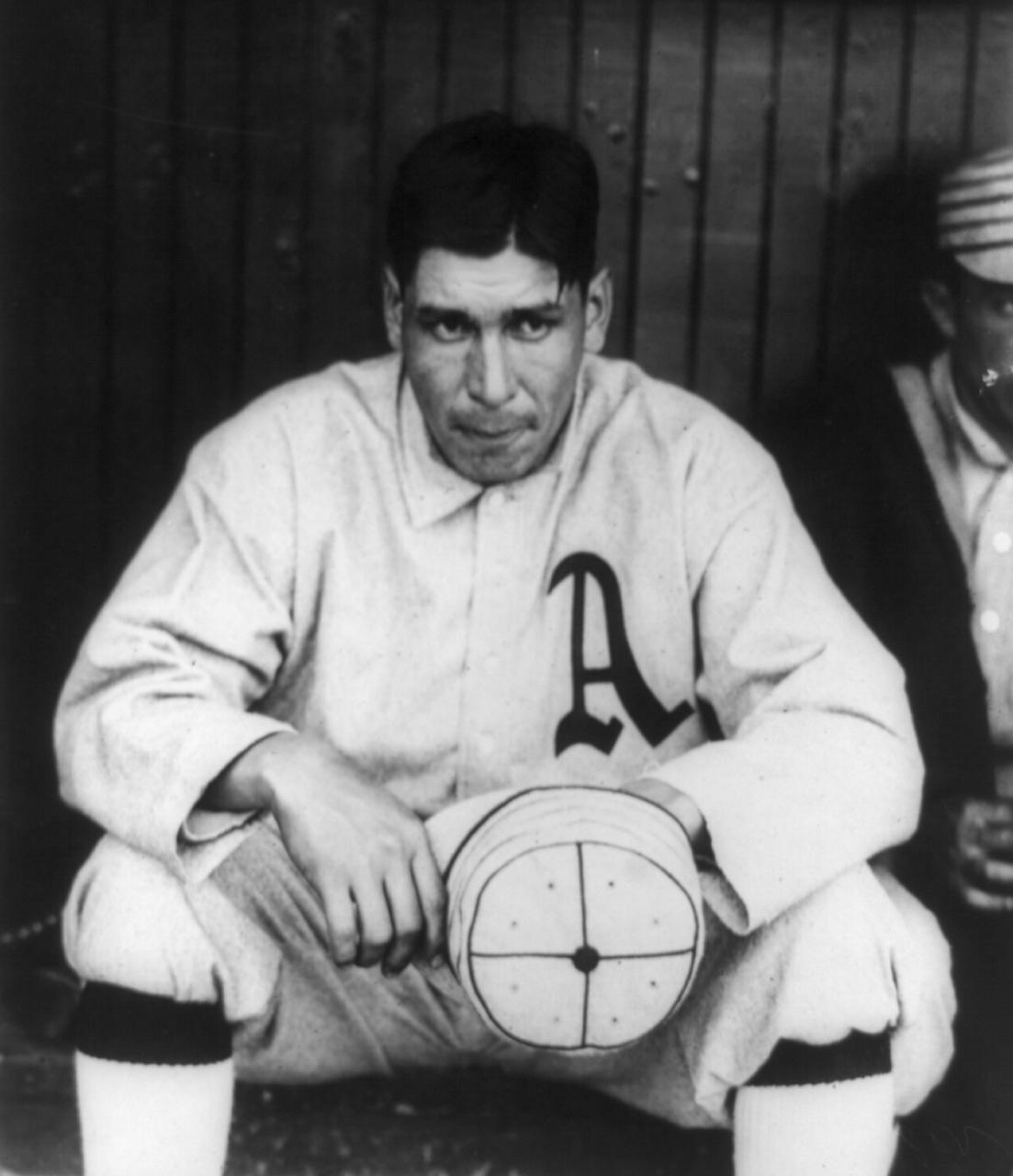
チーフ・ベンダー

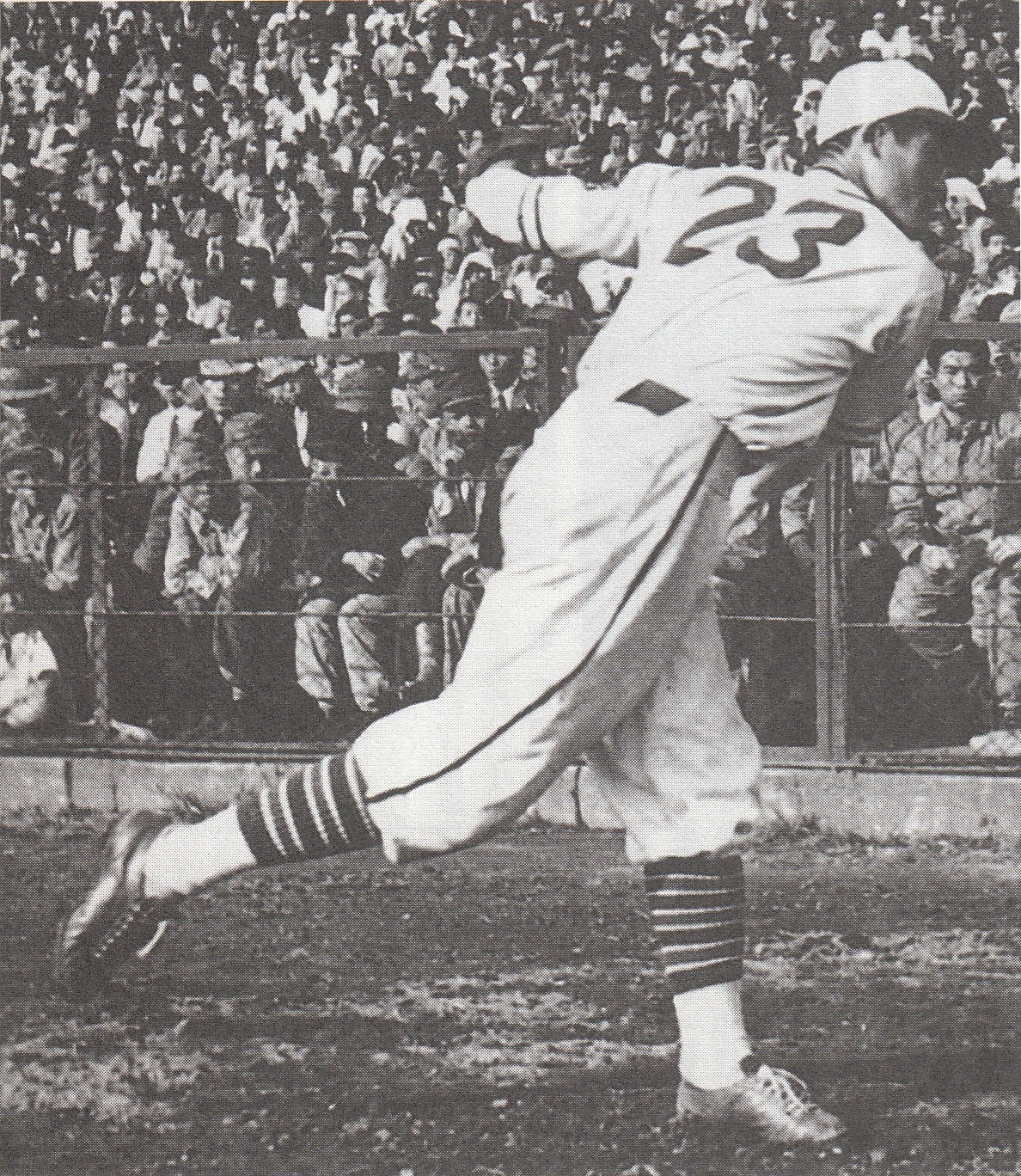
藤本英雄

スライダーの元祖は1903年にメジャーリーグベースボール (MLB) デビューしたチーフ・ベンダーの投げていた「ニッケルチェンジ (nickel change)」または「ニッケルカーブ (nickel curve)」であるとされる。しかし、1925年からMLBでプレーしたジョージ・ブレーホルダー (en:George Blaeholder) が投げていた「セイラー (sailor)」または「セイリング・ファストボール (sailing fastball)」という速い速度で横滑りする球種がその元祖であるとする異説もある。
1919年にMLBデビューしたジョージ・ウールも「セイラー」を投げ、さらにこれを「スライダー」と改名した。1936年にMLBデビューしたボブ・フェラーもこの球種を駆使し活躍し、1948年の著書"Pitching to Win"で「スライダー」の名称と投法を広く紹介した。
日本では1949年、藤本英雄が宇野光雄とキャッチボールをしていたときに初めて意図的にスライダーを投げることに成功し、翌1950年に日本プロ野球初の完全試合を達成するなど活躍した。藤本のスライダーは「空を飛ぶトンボがスッと曲がるような球」と形容され、フェラーの著書からスライダーと呼ばれているのを知ったという。

## 種類

### 高速スライダー
高速スライダー（英: Hard Slider）とは、通常のスライダーよりも速球との球速差が少ない球種。
明確な基準は無いが、概ね速球と5〜10km/h程度の球速差とみなされている。フランシスコ・ロドリゲスの場合は大きく曲がり落ち、その変化量から「カートゥン・スライダー」と呼ばれる。

### スラーブ
スラーブ（英: Slurve）とは、スライダーとカーブの中間的な変化をする球種。木田優夫は「カイダー」と呼んでいた。
リリース時、切り方をより深くする点が特徴（これに伴い、カーブほど山なりにならない）。
最初に投げた人物は判明していないが、1940年代にボストン・ブレーブスに在籍していたジョニー・セインが投げていたことは確認されている。

### 真っスラ
真っスラ（マッスラ）とは、「真っ直ぐ（直球）」とスライダーの中間的な変化をする球種。
先述の通り、速球とのコンビネーション価値が高く、斎藤雅樹、大野豊が投げていた。
日本国内のみで用いられる合成語だが、常用する解説者が存在するほど認知度は高い。例として、立浪和義はカット・ファスト・ボール系の変化球をしばしば「真っスラ系のボール」と表現している。

### スイーパー
スイーパー（英: Sweeper）とは、横方向へ大きく曲がるスライダー。縦の変化が小さいため、打者はボールが「浮き上がる」ような錯覚に陥るという。この感覚を藤浪晋太郎は「噴き上がる」と表現している。
MLBで主流となっている「フライボール革命」や「バレルゾーン」といった打撃理論への対抗策の一つとして注目されるようになった。アッパースイングへの対抗策。縦の変化の少なさを活かして高めの配球も多い。
投球分類サービス「ピッチ・インフォ」では、2022年からスライダー、カーブ、カッターといった投球カテゴリーの1つにスイーパーが加わった。ただし他の変化球と同様「スイーパー」の定義は明確ではないため、スラーブが名前を変えただけだという見方もある。